# South Lake Tahoe
South Lake Tahoe è una città degli Stati Uniti d'America situata nella contea di El Dorado, nello Stato della California.